# San Miniato
San Miniato és un municipi italià, situat a la regió de la Toscana i a la província de Pisa.
San Miniato limita amb els municipis de: Castelfiorentino, Cerreto Guidi, Empoli, Fucecchio, Montaione, Montopoli in Val d'Arno, Palaia i Santa Croce sull'Arno.

## Fills il·lustres
- Mario Mascagni (1882-1948), professor, compositor i director d'orquestra.

## Galeria

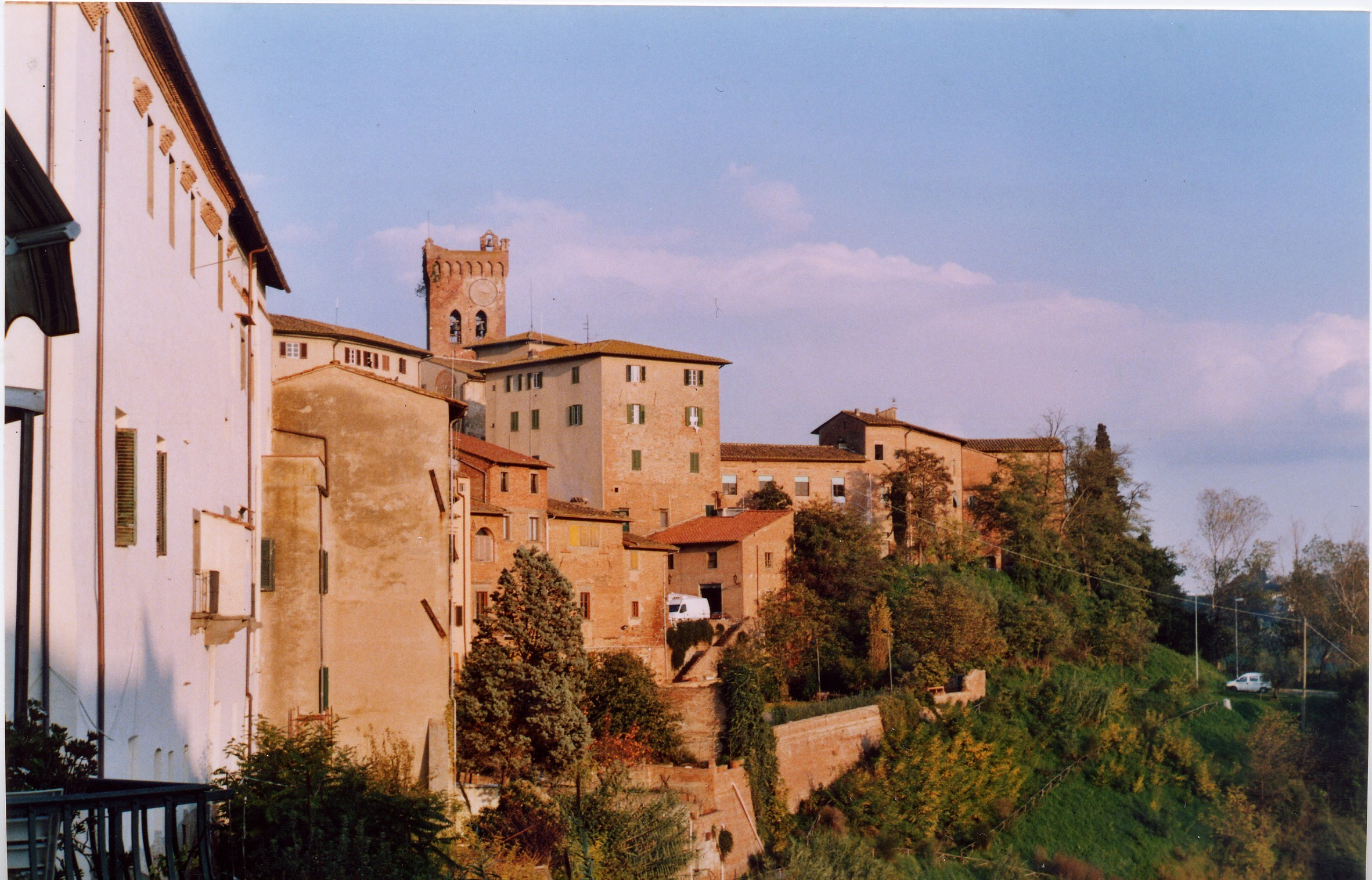
Vista del municipi
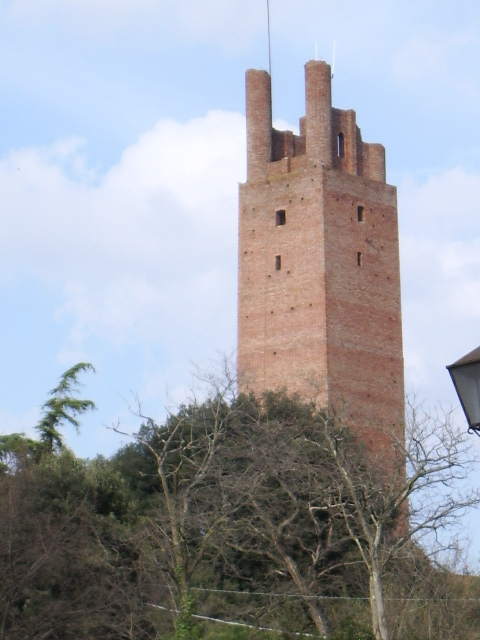
'La Rocca'
Localització del municipi a la prov. de Pisa